# Бенкендорф Олександр Христофорович
Олександр Христофорович Бенкендорф (нім. Konstantin Alexander Karl Wilhelm Christoph Graf von Benckendorff, рос. Александр Христофорович Бенкендорф; 1783—†1844) — граф, остзейський поміщик, учасник франко-російської війни 1812 року, начальник Третього відділення імператорської канцелярії і шеф жандармів (з 1826), перший помічник і улюбленець Миколи І. В 1821 році доніс про діяльність «Союзу благоденства».
Брав активну участь у придушенні повстання декабристів 14 грудня 1825 року і був членом слідчої комісії у справі над його учасниками.
Вся діяльність Бенкендорфа була спрямована на зміцнення самодержавного ладу і боротьбу з революційним рухом. Граф Бенкендорф був також одним з винуватців загибелі Олександра Пушкіна і Михайла Лермонтова.

## Біографія
З дворян Ліфляндської губернії, остзейських німців. Син генерала Христофора Бенкендорфа, який за часів імператора Павла був військовим губернатором Риги. Його бабуся по батькові була вихователькою великого князя Олександра Павловича, а його мати, уроджена баронеса Шилінг, — подругою дитинства імператриці Марії Федорівни.
В 1798 році вступив у військову службу прапорщиком до лейб-гвардії Семенівського полку з призначенням флігель-ад'ютантом до імператора Павла І. У війні 1806—1807 років перебував при черговому генералі графі Толстому і брав участь у багатьох боях; в 1809 році вирушив добровольцем в армію, що діяла проти турків, і часто перебував в авангарді або командував окремими загонами; в битві під Рущуком 20 червня 1811 року за видатні відзнаки був нагороджений орденом св. Георгія 4-го ступеня.
Під час франко-російської війни 1812 року Бенкендорф спочатку командував авангардом загону барона Вінценгероде; 27 липня здійснив блискучу атаку у справі при Велизі, а коли Наполеон покинув Москву і вона була зайнята російськими військами, був призначений комендантом столиці. При переслідуванні ворога він перебував у загоні генерал-лейтенанта Кутузова, був у різних справах і взяв у полон 3-х генералів і більше 6000 нижніх чинів. У кампанії 1813 року Бенкендорф із своїм загоном завдав поразки французам при Темпельберзі (за що отримав орден св. Георгія 3-го ст.), змусив ворога капітулювати біля міста Фюрстенвальде і разом із загоном Чернишова та Тетенборна вторгся в Берлін. Переправившись через Ельбу, Бенкендорф взяв м. Ворбі, перебуваючи під начальством генерала Дорнберга, сприяв поразці дивізії Морана в Люнебурзі. Потім, перебуваючи зі своїм загоном в Північній армії, брав участь у битвах при Грос-Верені та Денневіці. Поступивши під начальство графа Воронцова, він 3 дні поспіль з одним своїм загоном прикривав рух армії до Дессау і Рослау і нагороджений був за це золотою шаблею, украшенною діамантами. У битві під Лейпцигом командував лівим крилом кавалерії барона Вінценгероде, а при русі цього генерала на Кассель був начальником його авангарду. Потім з окремим загоном був відправлений до Голландії і очистив її від ворога. Змінений там пруськими та англійськими військами, Бенкендорф рушив до Бельгії, взяв міста Лувен і Мехельн і відбив у французів 24 знаряддя і 600 полонених англійців.
У кампанії 1814 року Бенкендорф особливо відзначився в справі під Люттіхом; в битві під Червоним командував усією кіннотою графа Воронцова, а потім прикривав рух Сілезької армії до Лаона; при Сен-Дізьє керував спершу лівим крилом, а потім ар'єргардом. С. Г. Волконський в «Записках», присвячених наполеонівським походам, розповідає про військові таланти і безстрашність свого колишнього компаньйона і наводить епізод взяття у 1813 році Амстердаму, штурмом якого керував Бенкендорф, тоді жителі міста, на знак подяки за їх звільнення від французів, піднесли йому шпагу і оголосили почесним громадянином міста.
З 1816 по 1818 рік був членом масонської ложі «Amis reunis».
Подав імператору Олександрові І дві записки: про таємні товариства (за деякими відомостями — складену не ним, але містила в собі прямий доніс на низку осіб) і про організацію таємної поліції.

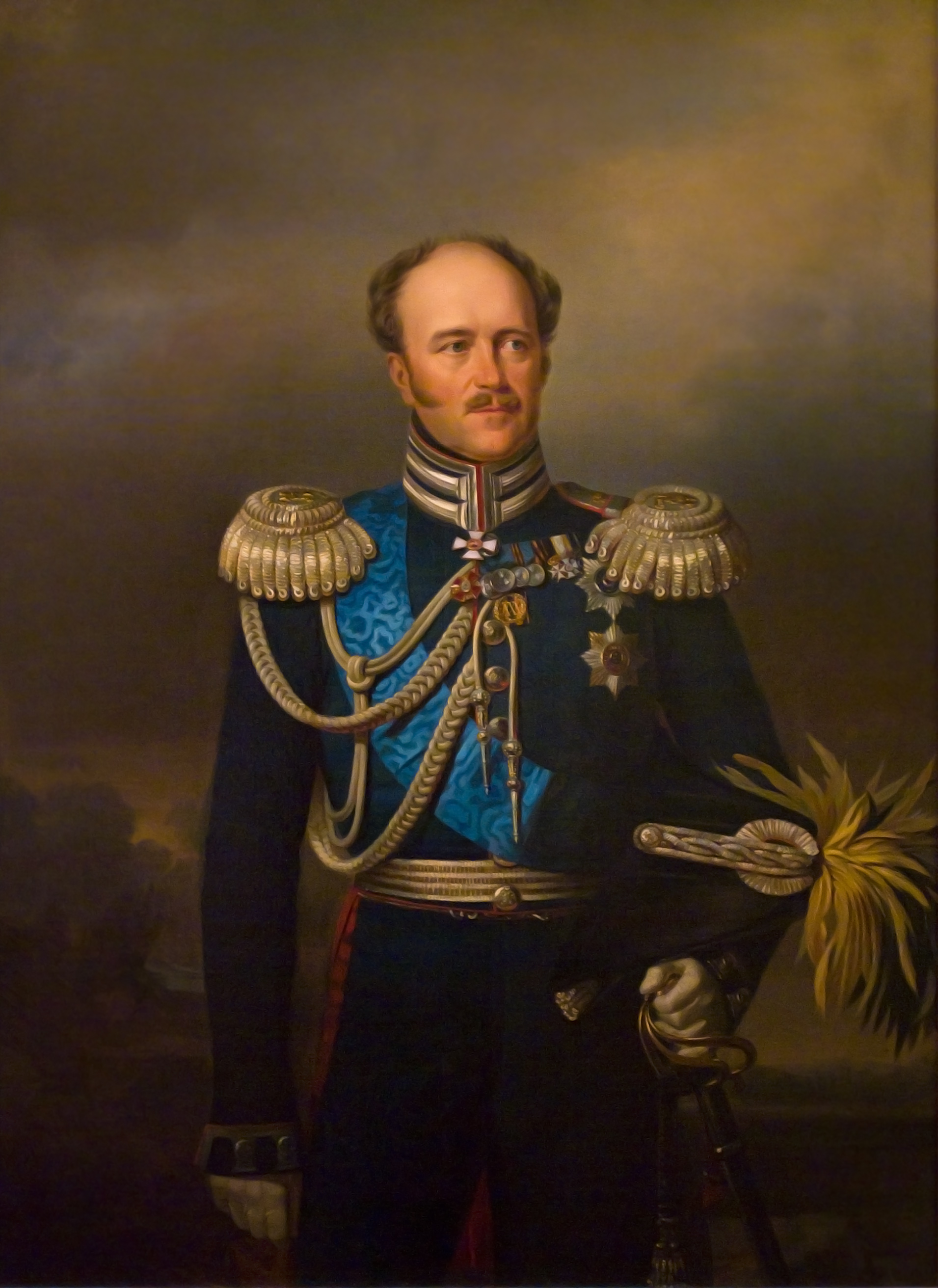
Єгор Ботман. Копія з картини Ф. Крюгера. Портрет О. Х. Бенкендорфа в мундирі Лейб-Гвардійського Жандармейського напівескадрона, 1840-ві роки

Його становище різко поліпшилося з воцарінням імператора Миколи I.
Імператор Микола I, надзвичайно прихильний до Бенкендорфа, призначив його 25 червня 1826 року шефом жандармів, командувачем імператорською головною квартирою і 26 липня 1826 року начальником III відділення власної його величності канцелярії. 17 років стояв Б. на чолі III Відділення. Був членом слідчої комісії у справі декабристів. У 1828 році при від'їзді государя до діючої армії, до Османської імперії, супроводжував його, був при облозі Браїлова, переправі російської армії через Дунай, підкоренні Ісакчі, в битві при Шумлі і при облозі Варни; в 1829 році — генерал від кавалерії, а в 1832 році отримав графський титул.
У 1838 році Бенкендорф вказує на необхідність провести залізницю між Петербургом і Москвою і на загальне невдоволення з приводу рекрутських наборів, в 1841 році наголошує на необхідності більшої турботи про народне здоров'я, в 1842 — повідомляє про загальне невдоволення з приводу надвисокого митного тарифу, неодноразово наголошує на шкідливому для народних моральності та господарства впливі відкупів.
У 1844 році хвороба змусила Бенкендорфа поїхати на закордонні води, із допомогою у 1/2 мільйона крб. сріблом, від якої залишилась тільки мала частина у руках Бенкендорф, який, щоправда, сильно заборгував. На зворотному шляху до Росії Бенкендорф несподівано помер.

## Суспільно-політичні погляди
Вся діяльність Бенкендорфа була спрямована на зміцнення самодержавного ладу і боротьбу з революційним рухом.
Відомий вислів Олександра Бенкендорфа «Минуле Росії дивовижне, теперішнє більш ніж прекрасне, майбутнє вище за все, що може собі уявити найпалкіша уява» став свого роду відображенням концепції історичного розвитку Росії, що панувала в часи правління Миколи І, та була серцевиною теорії офіційної народності.

## Мемуарист
У 2001 році в Москві було видано «Записки» Бенкендорфа. До книги включено два розділи приватних записок Бенкендорфа, які не бачили публікації з 1903 року.

## Нагороди
- У 1811 — орден св. Георгія 4 ст..
- У 1813 році — орден св. Георгія 3-го ст..
- У 1834 року нагороджений орденом Андрія Первозваного.